# George B. McClellan
George Brinton McClellan (n. 3 decembrie 1826, Pennsylvania, SUA – d. 29 octombrie 1885, Orange⁠(d), New Jersey, SUA) a fost un soldat, inginer civil, director de căi ferate și politician american. 

## Biografie
Absolvent de West Point, McClellan a servit cu distincție în timpul Războiului Mexicano–American (1846-1848), și mai târziu a părăsit Armata pentru a lucra în căile ferate până la izbucnirea Războiului Civil American (1861-1865). La începutul războiului, McClellan a fost numit la rangul de general-maior⁠(d) și a jucat un rol important în strângerea unei armate bine instruite și organizate, care avea să devină Armata Potomacului⁠(d) pe teatrul estic de operațiuni⁠(d); el a servit o scurtă perioadă (din noiembrie 1861 până în martie 1862), ca general-șef⁠(d) al Armatei Statelor Unite / Armata Uniunii⁠(d). Deși McClellan era meticulos în planificare și pregătire, chiar aceste calități i-au stingherit capacitatea de a lupta cu adversari agresivi într-un mediu de luptă în mișcare rapidă. El supraestima permanent forța unităților inamice și era reticente în a aplica principiile de masă, lăsând adesea porțiuni mari din armata lui neangajată în punctele decisive.
McClellan a organizat și a condus armata Uniunii în Campania din Peninsulă⁠(d), în sud-estul Virginiei, din martie până în iulie 1862. A fost prima ofensivă pe scară largă de pe teatrul estic de operațiuni⁠(d). Cu o manevră de rotire în sens orar în jurul armatei confederate⁠(d) din nordul Virginiei, forțele lui McClellan s-au întors spre vest să se deplaseze până în Peninsula Virginia, între râurile James⁠(d) și York⁠(d), debarcând din Chesapeake Bay⁠(d), având ca obiectiv capitala Confederației, Richmond. Inițial, McClellan a avut un oarecare succes împotriva la fel de precautului general Joseph E. Johnston⁠(d), dar apariția generalului Robert E. Lee la comanda Armatei Virginiei de Nord⁠(d) a transformat ulterior Bătăliile celor Șapte Zile⁠(d) într-o înfrângere parțială a Uniunii.
McClellan nu a reușit să păstreze încrederea președintelui Abraham Lincoln. Acesta nu avea încredere în generalul-șef⁠(d) și în privat îl ironiza. McClellan a fost înlăturat de la comandă în noiembrie, după ce nu a reușit să urmărească decisiv armata lui Lee în urma victoriei neconcludente tactic, dar strategice a Uniunii în bătălia de pe Antietam lângă Sharpsburg⁠(d) și nu mai a primit niciodată un alt post de comandă în teren. McClellan a reușit să obțină nominalizarea Partidului Democrat pentru alegerile prezidențiale din 1864 împotriva lui Lincoln. Eficacitatea campaniei sale a fost deteriorată de faptul că a repudiat platforma partidului său, care promitea sfârșitul războiului și negocieri cu Confederația sudistă. El a fost al 24-lea guvernatorul al statului New Jersey, din 1878 până în 1881. În cele din urmă, el a devenit un scriitor, în lucrările sale apărându-și ferm conduita din timpul Războiului Civil.
Majoritatea cercetătorilor actuali îl evaluează pe McClellan ca pe un general slab pe câmpul de luptă. Unii istorici îl vezi ca pe un comandant foarte capabil, al cărui reputație a suferit pe nedrept de pe urma partizanilor lui Lincoln, care l-au scos țap ispășitor pentru eșecurile militare ale Uniunii. După război, cel care a fost după McClellan general-șef, și al 18-lea președinte al SUA, Ulysses S. Grant, a răspuns, când i s-a cerut părerea despre el ca general: „McClellan este pentru mine unul dintre misterele războiului”.